# Iossif Fjodorowitsch Grigorjew
Iossif Fjodorowitsch Grigorjew (russisch Иосиф Фёдорович Григорьев; * 16. Maijul. / 28. Mai 1890greg. in St. Petersburg; † 14. Mai 1951 in Moskau) war ein russisch-sowjetischer Geologe und Hochschullehrer.

## Leben
Nach dem Abschluss am 11. Gymnasium in St. Petersburg 1908 mit einer Goldmedaille studierte Grigorjew am St. Petersburger Bergbau-Institut mit Abschluss 1916. Seine Lehrer waren der Mineraloge Wassili Wassiljewitsch Nikitin, der Kristallograph Jewgraf Stepanowitsch Fjodorow und der Geologe Karol Bohdanowicz.
Ab 1916 erforschte Grigorjew den südwestlichen Altai zwischen Tscharysch und Irtysch, den sogenannten Erz-Altai. Er erstellte Gutachten über den Rajon Norilsk und andere Teile des Nordens Westsibiriens sowie über das Kolyma-Gebiet.
Nach der Oktoberrevolution hielt er ab 1921 im Bergbau-Institut erstmals in der UdSSR eine Vorlesung über Mineralographie. Im Mittelpunkt stand dabei die präzise Bestimmung der optischen Kennwerte intransparenter Erze. Mit anderen begann er die Erforschung der Metallogenese in der UdSSR im Hinblick auf die Verteilung der Lagerstätten. 1927 wurde er als Senior-Geologe in das staatliche Geologische Komitee in Leningrad gewählt, dessen Metall-Sektion er von 1926 bis zur Auflösung des Komitees 1930 leitete.
1930 ging Grigorjew nach Moskau und wurde Professor an der Moskauer Bergakademie, wo er eine Vorlesung über Erz-Lagerstätten hielt. Ab 1933 arbeitete er im Geologischen Institut der Akademie der Wissenschaften der UdSSR (AN-SSSR) und leitet die Erz-Abteilung. 1935 wurde er ohne Verteidigung einer Dissertation zum Kandidaten der geologisch-mineralogischen Wissenschaften und 1937 ebenso ohne Verteidigung einer Dissertation im Hinblick auf seine bisherigen Veröffentlichungen zum Doktor der geologisch-mineralogischen Wissenschaften promoviert. Ende 1937 wurde das Geologische Institut das Institut für Geologische Wissenschaften der AN-SSSR mit Grigorjew als Vizedirektor. 1941 wurde er Direktor des Instituts als Nachfolger Dmitri Stepanowitsch Beljankins.
1939 wurde Grigorjew zum Korrespondierenden Mitglied und 1946 zum Vollmitglied der AN-SSSR gewählt. 1939–1946 war er Vizevorsitzender des Geologie-Komitees des Ministeriums für Geologie der UdSSR. Während des Deutsch-Sowjetischen Krieges leitete er die Kasachische Filiale der AN-SSSR und war Mitglied der Kommission für die Mobilisierung der natürlichen Ressourcen für die Verteidigung. 1945–1947 war er Chefgeologe der Kommission für die Erstellung der sowjetischen Kernenergierohstoffbasis. 1947 wurde er Mitglied des Rats für Wissenschaft und Technik des Ministeriums für Geologie.
Am 31. März 1949 wurde Grigorjew in seinem Direktorenbüro des Instituts für Geologische Wissenschaften aufgrund einer Denunziation der Prawda-Korrespondentin A. F. Schestakowa verhaftet im Zusammenhang mit dem Krasnojarsker Geologen-Prozess wie auch Alexei Alexandrowitsch Balandin, Jakow Samoilowitsch Edelstein, Michail Petrowitsch Russakow, Alexander Grigorjewitsch Wologdin, Michail Michailowitsch Tetjajew, Wladimir Klimentjewitsch Kotulski, Wladimir Michailowitsch Kreiter, Lew Iossifowitsch Schamanski, Wjatscheslaw Wjatscheslawowitsch Bogazki, Alexander Jakowlewitsch Bulynnikow, Igor Wladimirowitsch Lutschizki, Jewgeni Ossipowitsch Pogrebizki, Boris Fjodorowitsch Speranski, Wenedikt Andrejewitsch Chachlow, Felix Nikolajewitsch Schachow und weitere Geologen. Er starb am 14. Mai 1951 nach einem Verhör in der Butyrka. Nach Stalins Tod wurden die Urteile des Krasnojarsker Geologen-Prozesses wegen fehlender Beweise 1954 aufgehoben und alle Verurteilten rehabilitiert.
Direktor des Instituts für Geologische Wissenschaften der AN-SSSR wurde nach Grigorjews Verhaftung 1949 Michail Iwanowitsch Warenzow.

## Ehrungen
- Orden des Roten Banners der Arbeit (1944, 1945)
- Medaille „Für heldenmütige Arbeit im Großen Vaterländischen Krieg 1941–1945“ (1945)